# Busters verden (roman)
 For alternative betydninger, se Busters verden. (Se også artikler, som begynder med Busters verden)
Busters verden er en roman af Bjarne Reuter fra 1979. Romanen blev udgivet i samarbejde med Branner og Korch og bruges nu til oplæsning i skoler fra 4.-5.-6. klasse. Bogen blev filmatiseret i 1984.
| Bog | Spire Denne artikel om bøger og tidsskrifter er en spire som bør udbygges. Du er velkommen til at hjælpe Wikipedia ved at udvide den. |